# La filla d'un lladre
 La filla d'un lladre (originalment en castellà, La hija de un ladrón) és una pel·lícula de l'any 2019, ópera prima de la directora barcelonina Belén Funes. S'ha doblat al català.

## Sinopsi
La Sara ha estat sola tota la seva vida. Té 22 anys i un nadó, el seu desig és formar una família amb el seu germà petit i el pare del seu fill. Aquest darrer, Manuel, després d'anys d'absència i en sortir de la presó, decideix reaparèixer en les seves vides. La Sara sap que ell és el principal obstacle en els seus plans i pren una decisió difícil: allunyar-se d'ella i del seu germà.

## Repartiment
- Greta Fernández: Sara.
- Eduard Fernández: Manuel.
- Àlex Monner: Dani.
- Borja Espinosa: Borja.
- Tomás Martín: Martín.
- Adela Silvestre: Noe.
- Frank Feys : Marcel.
- Cristina Blanco : Adri.
- Anabel Moreno : Flora.
- Daniel Medrán	: Ramón.
- Manuel Mateos : Carlos.
- Eloy Álvarez : Eloy.
- Dylan Salas : Joel.
- Anna Alarcón : Laura.
- Silvia de la Rosa : Lesly.
- Ignasi Guasch : Xavi.

## Premis i nominacions
- Premis Gaudí de 2020:

| Categoria                                | Nominat/Guanyador                                 | Resultat   |
| ---------------------------------------- | ------------------------------------------------- | ---------- |
| Millor pel·lícula en llengua no catalana | La filla d'un lladre                              | Guanyadora |
| Millor direcció                          | Belén Funes                                       | Guanyadora |
| Millor guió                              | Belén Funes i Marçal Cebrián                      | Guanyadors |
| Millor actriu                            | Greta Fernández                                   | Nominada   |
| Millor actor                             | Eduard Fernández                                  | Nominat    |
| Millor direcció de producció             | Marta Ramírez                                     | Nominada   |
| Millor direcció artística                | Marta Bazaco                                      | Nominada   |
| Millor actor secundari                   | Àlex Monner                                       | Nominat    |
| Millor muntatge                          | Bernat Aragonés                                   | Nominat    |
| Millor fotografia                        | Neus Ollé AEC                                     | Nominat    |
| Millor vestuari                          | Desirée Guirao                                    | Nominat    |
| Millor so                                | Sergio Rueda, Enrique G. Bermejo i Carlos Jiménez | Nominat    |
| Millor maquillatge i perruqueria         | Elisa Alonsos                                     | Nominat    |

- XXXIV Premis Goya:

| Categoria                  | Nominat/Guanyador | Resultat   |
| -------------------------- | ----------------- | ---------- |
| Millor actriu protagonista | Greta Fernández   | Nominada   |
| Millor direcció novella    | Belén Funes       | Guanyadora |